# Luka Jović
Luka Jović (in serbo Лука Јовић?; Bijeljina, 23 dicembre 1997) è un calciatore serbo, attaccante dell'AEK Atene e della nazionale serba.

## Biografia
Nasce nel piccolo villaggio di Batar, vicino a Bijeljina, città della Bosnia-Erzegovina, da Milan e Svetlana Jović.
Nel 2014 è stato inserito nella lista dei migliori quaranta calciatori nati nel 1997 stilata dal giornale The Guardian e nel 2015 in quella dei migliori giovani nati dopo il 1994 stilata dal giornale Don Balón.

## Caratteristiche tecniche
Punta centrale tatticamente duttile, all'occorrenza può giocare come seconda punta, trequartista e ala, tanto a destra quanto a sinistra. Destro naturale abile nello smarcamento, specialista nel gioco di prima, è molto veloce con la palla al piede e nel cambio di direzione. Forte fisicamente, si distingue per lo spiccato fiuto del gol; sa segnare con entrambi i piedi, in acrobazia e di testa; è un attaccante d'area più che un giocatore abituato a partire da lontano.
Per il suo stile di gioco viene paragonato al macedone Darko Pančev e al colombiano Radamel Falcao, che è anche il suo idolo.

## Carriera

### Club

#### Gli inizi
All'età di 5 anni comincia a giocare nella città di Loznica e proprio nel corso di una partita nella quale mette a segno una tripletta viene notato da Toma Milićević, osservatore della Stella Rossa che gli offre l'opportunità di un provino a Belgrado. 
Nel 2005 gli viene offerta la possibilità di vestire la maglia del Partizan, ma il ragazzo insiste per trasferirsi definitivamente alla Stella Rossa.
Il 28 maggio 2014, andando a sostituire il compagno di squadra Ifeanyi Onyilo, disputa la sua prima partita con la maglia della prima squadra della Stella Rossa, andando a segno per la prima volta in carriera: la rete permette alla sua squadra di pareggiare per 3-3 la partita contro il Vojvodina e di guadagnare così il punto che sancisce la conquista del titolo. A 16 anni, 5 mesi e 5 giorni diviene così il più giovane calciatore ad aver siglato una rete, superando il precedente primato di Dejan Stanković.
Il 18 ottobre 2014, durante la seconda stagione da professionista, all'età di 16 anni, 9 mesi e 25 giorni diviene anche il più giovane calciatore ad aver giocato il cosiddetto "derby eterno" contro i rivali del Partizan, che s'impongono per 1-0. Il 9 aprile successivo mette a segno la sua prima doppietta in carriera, siglando le prime due reti nella vittoria interna per 3-1 contro il Borac Čačak; al termine della stagione (conclusa anzitempo per via di un infortunio che lo costringe anche a saltare il campionato del mondo Under-20 del 2015) il suo bilancio è di 24 presenze e 6 reti. Prima della conclusione della stagione, il 17 maggio 2015, firma un rinnovo contrattuale che lo lega al club serbo fino al 2018.
Il 2 luglio 2015 disputa la sua gara d'esordio in campo internazionale in occasione del primo turno di Europa League contro i kazaki del Kairat Almaty, che s'impongono per 0-2.
A febbraio 2016, per una cifra vicina ai 2 milioni di euro, passa alla società portoghese del Benfica, col quale firma un contratto valido fino al 2021. Dopo aver disputato un paio di partite con la squadra B, il 20 marzo disputa la partita d'esordio con la maglia della prima squadra in occasione della vittoria esterna per 0-1 contro il Boavista; Il 13 aprile, in occasione del 2-2 contro il Bayern Monaco, gioca la sua prima partita in UEFA Champions League, rilevando il compagno di squadra Eliseu nei minuti finali di gioco; il 15 maggio 2016 vince il campionato portoghese, con il Benfica che totalizza 88 punti; cinque giorni più tardi, pur non essendo mai sceso in campo nella competizione, vince anche la Coppa di Lega portoghese grazie al 2-6 sul Marítimo; chiude la sua prima stagione in Portogallo con 7 presenze e 2 reti nelle file del Benfica B, e 2 presenze in prima squadra.
Il 7 agosto 2016, pur non disputando la gara, vince la Supercoppa di Portogallo (3-0 sul Braga); il 14 maggio 2017 vince nuovamente il campionato lusitano con un turno d'anticipo, sopravanzando i rivali del Porto; Il 28 maggio successivo solleva anche la Coppa di Portogallo (2-1 in finale sul Vitória Guimarães); conclude la sua seconda stagione in Portogallo con un totale di 2 presenze e la vittoria di tre competizioni nazionali.

#### Eintracht Francoforte
Poco impiegato al Benfica anche per via di problemi di ambientamento, il 27 giugno 2017 viene ceduto in prestito biennale al club tedesco dell'Eintracht Francoforte. Esordisce il 12 agosto successivo in occasione del primo turno di Coppa di Germania, vinto per 0-3 contro l'Erndtebrück; al 16 settembre 2017 risale il debutto di Jović in Bundesliga, nella sconfitta casalinga per 1-2 contro l'Augusta, gara nella quale il giocatore sigla anche la sua prima rete con la nuova maglia. Il 18 aprile 2018 decide con un gol la semifinale di Coppa di Germania vinta in casa dello Schalke 04 e il 19 maggio alza al cielo il trofeo in virtù della vittoria per 3-1 nella finale contro il Bayern Monaco. Chiude la stagione con un bilancio di 27 presenze e 9 reti.
Il 20 settembre 2018 mette a segno la sua prima rete in campo internazionale, in occasione della vittoria esterna per 1-2 contro i francesi dell'Olympique Marsiglia in Europa League; il 19 ottobre successivo realizza la sua prima cinquina in carriera, in occasione della vittoria per 7-1 contro il Fortuna Düsseldorf, diventando così il calciatore più giovane nella storia del calcio ad aver realizzato cinque reti in un'unica partita. In Europa League segna in totale 10 reti in 14 partite (risultando il secondo miglior marcatore della competizione dopo Olivier Giroud).
Il 17 aprile 2019 l'Eintracht comunica il riscatto del calciatore dal Benfica.

#### Real Madrid

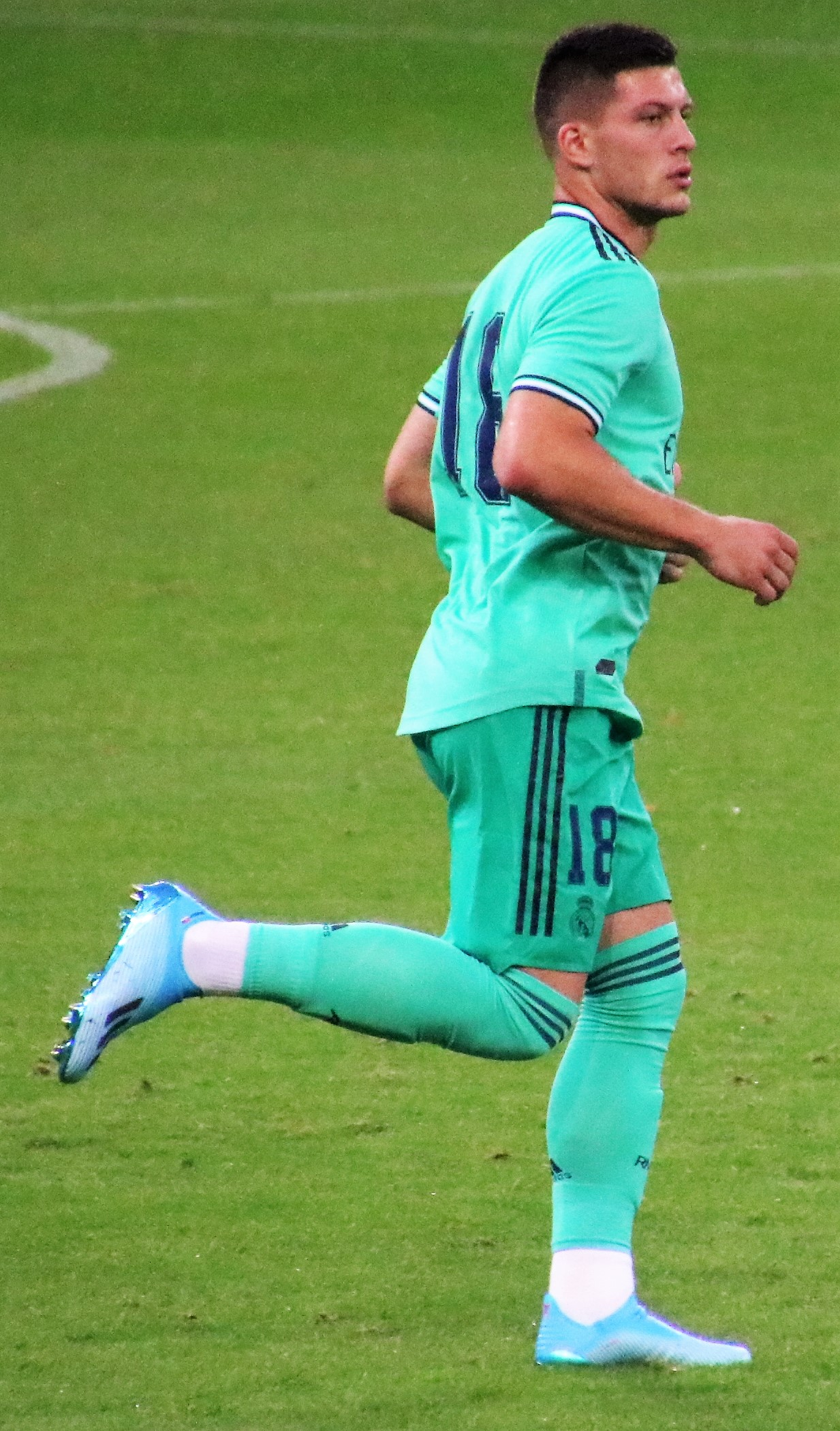
Jović al Real Madrid nel 2019

Il 4 giugno 2019 è ufficializzato il suo passaggio al Real Madrid; secondo le indiscrezioni di stampa, il costo del cartellino sarebbe pari a 60 milioni di euro più 5 di bonus (il 30% dell'incasso andrà al Benfica, grazie ai precedenti accordi tra le due società). Il 17 agosto 2019 debutta con i blancos in occasione della vittoria per 1-3 contro il Celta Vigo; il 30 ottobre realizza la sua prima rete con i madrileni, nella vittoria per 5-0 contro il Leganés.

#### Ritorni all'Eintracht Francoforte e al Real Madrid
Il 14 gennaio 2021 ritorna, in prestito semestrale, all'Eintracht Francoforte con riscatto fissato a 40 milioni di euro. Tre giorni dopo, da subentrato, realizza una doppietta nella vittoria per 3-1 ai danni dello Schalke 04.
A fine prestito fa ritorno al Real Madrid, dove milita per una stagione, vincendo il campionato e la UEFA Champions League, ma trovando poco spazio.

#### Fiorentina
L'8 luglio 2022 si trasferisce a titolo definitivo alla Fiorentina; la formula del trasferimento garantisce al Real Madrid non il pagamento del cartellino, ma il 50% del guadagno da una futura rivendita. Il 14 agosto debutta in Serie A con la maglia viola, segnando peraltro la rete del provvisorio raddoppio nella partita casalinga vinta per 3-2 contro la Cremonese. Nella prima parte di stagione condivide con il compagno di reparto Arthur Cabral il ruolo di centravanti, alternandosi come prima scelta nell'undici titolare, senza incidere come nelle aspettative. Intanto il 6 ottobre segna il suo primo gol in UEFA Conference League, firmando il gol del definitivo 3-0 in casa degli Heart of Midlothian. Altri suoi gol consentono ai toscani di superare il girone di Conference.
Alla ripresa del campionato, dopo il campionato del mondo di Qatar 2022, anche a causa di una serie di piccoli problemi fisici, gioca con meno continuità dal primo minuto. Il 1º febbraio 2023 realizza il suo primo gol in Coppa Italia, nella vittoria per 2-1 sul Torino che permette l'accesso ale semifinali del torneo. Nel dualismo in campo con Cabral si trova ad avere maggiore minutaggio soprattutto negli appuntamenti internazionali. Fermato da un'infezione nel corso della primavera, ritorna al gol solo nella fase finale del campionato. Gioca entrambe le finali disputate dei viola ed è titolare nell'atto conclusivo della Conference. Chiude l'anno in viola con 50 presenze, 13 gol e 5 assist.
Relegato in panchina nella prima gara di campionato della stagione, rimane fuori dalle liste UEFA per il preliminare di Conference League e dalle convocazioni per la gara di campionato successiva.

#### Milan
Il 1º settembre 2023 si trasferisce al Milan a titolo definitivo. Esordisce con i rossoneri in Serie A il 16 settembre, nel derby di Milano perso 5-1 contro l’Inter. Dopo un inizio complicato, caratterizzato da prestazioni sottotono, trova la sua prima rete il 2 dicembre seguente, aprendo le marcature nella partita vinta in casa dai rossoneri contro il Frosinone per 3-1. Il 2 gennaio 2024, all'esordio in Coppa Italia con i rossoneri, segna la sua prima doppietta con il Milan, nel successo per 4-1 sul Cagliari. Il 22 febbraio segna il primo gol con il Milan nelle competizioni UEFA per club, nella sconfitta per 3-2 in casa del Rennes in Europa League.
Nonostante il rinnovo automatico da parte della società fino al 2025, e il passaggio alla maglia numero 9 lasciata vacante da Olivier Giroud, all'inizio della stagione 2024-2025 finisce ai margini della rosa e fuori lista dei convocabili in Champions League, complici anche l'arrivo di Alvaro Morata e Tammy Abraham e alcuni infortuni. Il 6 gennaio 2025, con la vittoria per 3-2 contro i rivali cittadini dell’Inter, vince la Supercoppa italiana: si tratta del primo trofeo con il Milan e, più in generale, del primo da quando gioca in Italia. Con l’arrivo in panchina di Sérgio Conceição ritrova continuità e il posto da titolare, segnando inoltre, il 23 aprile 2025, una doppietta all'Inter nella semifinale di ritorno di Coppa Italia, nel successo per 3-0 che proietta i rossoneri nella finale della competizione. Gioca da titolare l’atto conclusivo della coppa nazionale, persa 1-0 contro il Bologna. A fine stagione non gli viene rinnovato il contratto, lasciando quindi il Milan da svincolato.

#### AEK Atene
Il 5 agosto 2025 firma a parametro zero un contratto per l'AEK Atene, nella Souper Ligka Ellada greca.

### Nazionale

#### Nazionali giovanili
Nel luglio del 2014 viene convocato nella nazionale serba Under-19 dal CT Veljko Paunović per partecipare al campionato europeo di categoria del 2014. L'esordio nella competizione avviene il 19 luglio, in occasione della prima partita della fase a gironi, pareggiata per 1-1 contro i pari età dell'Ucraina; tre giorni più tardi il giocatore mette a segno anche la rete del momentaneo 1-2 in favore della propria squadra contro la Germania, che poi riuscirà a pareggiare per 2-2; conclude la competizione con 3 presenze e una rete, con la sua squadra che si piazza al terzo posto insieme all'Austria. Il 13 novembre 2015, a 18 anni ancora da compiere, esordisce nella nazionale Under 21 serba, nell'amichevole disputata contro l'Italia, subentrando a Ognjen Ožegović a un quarto d'ora dal fischio finale. Il 1º settembre 2017 segna la sua prima rete con l'Under-21 serba, nella sfida contro i pari età di Gibilterra.
Nel 2019 viene convocato per il campionato europeo di categoria svoltosi in Italia, in cui disputa 2 gare senza trovare la via della rete.

#### Nazionale maggiore
Il 1º giugno 2018, pur non avendo mai disputato una partita con la nazionale maggiore, viene convocato dal commissario tecnico Mladen Krstajić per partecipare al campionato del mondo del 2018 in Russia. L'esordio arriva tre giorni dopo, in occasione dell'amichevole persa per 1-0 contro il Cile, allorché Jović rileva all'84º Aleksandar Mitrović; al Mondiale gioca solo la terza partita della squadra, che ne sancisce l'eliminazione dal torneo nella fase a gironi, contro il Brasile, subentrando all'89º, di nuovo al posto di Aleksandar Mitrović. Il 20 marzo 2019, alla quarta presenza complessiva, segna la sua prima rete con la selezione serba: suo il provvisorio vantaggio della squadra nell'1-1 in amichevole in casa della Germania.
Il 12 novembre 2020, nella finale dei play-off per il campionato d'Europa 2020, realizza il gol del momentaneo pareggio contro la Scozia, che sconfiggerà i serbi ai tiri di rigore. Sei giorni dopo, nella fase a gironi della UEFA Nations League 2020-2021, mette a segno una doppietta nella larga vittoria per 5-0 contro la Russia.
Nel novembre 2022 viene incluso dal CT Dragan Stojković nella rosa serba partecipante al campionato del mondo in Qatar, dove gioca nel secondo tempo della partita della fase a gironi contro la Svizzera.

## Statistiche

### Presenze e reti nei club
Statistiche aggiornate al 5 agosto 2025.
| Stagione                     | Squadra                      | Campionato                   | Campionato | Campionato | Coppe nazionali | Coppe nazionali | Coppe nazionali | Coppe continentali | Coppe continentali | Coppe continentali | Altre coppe | Altre coppe | Altre coppe | Totale | Totale |
| Stagione                     | Squadra                      | Comp                         | Pres       | Reti       | Comp            | Pres            | Reti            | Comp               | Pres               | Reti               | Comp        | Pres        | Reti        | Pres   | Reti   |
| ---------------------------- | ---------------------------- | ---------------------------- | ---------- | ---------- | --------------- | --------------- | --------------- | ------------------ | ------------------ | ------------------ | ----------- | ----------- | ----------- | ------ | ------ |
| 2013-2014                    | Stella Rossa                 | SL                           | 1          | 1          | CS              | 0               | 0               | UEL                | 0                  | 0                  | -           | -           | -           | 1      | 1      |
| 2014-2015                    | Stella Rossa                 | SL                           | 22         | 6          | CS              | 2               | 0               | -                  | -                  | -                  | -           | -           | -           | 24     | 6      |
| 2015-feb. 2016               | Stella Rossa                 | SL                           | 19         | 5          | CS              | 2               | 1               | UEL                | 2                  | 0                  | -           | -           | -           | 23     | 6      |
| Totale Stella Rossa          | Totale Stella Rossa          | Totale Stella Rossa          | 42         | 12         |                 | 4               | 1               |                    | 2                  | 0                  |             | -           | -           | 48     | 13     |
| feb.-giu. 2016               | Benfica                      | PL                           | 1          | 0          | CP+CdL          | 0               | 0               | UCL                | 1                  | 0                  | SP          | 0           | 0           | 2      | 0      |
| 2016-2017                    | Benfica                      | PL                           | 1          | 0          | CP+CdL          | 0+1             | 0               | UCL                | 0                  | 0                  | SP          | 0           | 0           | 2      | 0      |
| Totale Benfica               | Totale Benfica               | Totale Benfica               | 2          | 0          |                 | 1               | 0               |                    | 1                  | 0                  |             | 0           | 0           | 4      | 0      |
| 2017-2018                    | Eintracht Francoforte        | BL                           | 22         | 8          | CG              | 5               | 1               | -                  | -                  | -                  | -           | -           | -           | 27     | 9      |
| 2018-2019                    | Eintracht Francoforte        | BL                           | 32         | 17         | CG              | 1               | 0               | UEL                | 14                 | 10                 | SG          | 1           | 0           | 48     | 27     |
| 2019-2020                    | Real Madrid                  | PD                           | 17         | 2          | CR              | 3               | 0               | UCL                | 5                  | 0                  | SS          | 2           | 0           | 27     | 2      |
| 2020-gen. 2021               | Real Madrid                  | PD                           | 4          | 0          | CR              | 0               | 0               | UCL                | 1                  | 0                  | SS          | 0           | 0           | 5      | 0      |
| gen.-giu. 2021               | Eintracht Francoforte        | BL                           | 18         | 4          | CG              | -               | -               | -                  | -                  | -                  | -           | -           | -           | 18     | 4      |
| Totale Eintracht Francoforte | Totale Eintracht Francoforte | Totale Eintracht Francoforte | 72         | 29         |                 | 6               | 1               |                    | 14                 | 10                 |             | 1           | 0           | 93     | 40     |
| 2021-2022                    | Real Madrid                  | PD                           | 15         | 1          | CR              | 1               | 0               | UCL                | 3                  | 0                  | SS          | 0           | 0           | 19     | 1      |
| Totale Real Madrid           | Totale Real Madrid           | Totale Real Madrid           | 36         | 3          |                 | 4               | 0               |                    | 9                  | 0                  |             | 2           | 0           | 51     | 3      |
| 2022-2023                    | Fiorentina                   | A                            | 31         | 6          | CI              | 4               | 1               | UECL               | 15                 | 6                  | -           | -           | -           | 50     | 13     |
| 2023-2024                    | Milan                        | A                            | 23         | 6          | CI              | 2               | 2               | UCL+UEL            | 2+3                | 0+1                | -           | -           | -           | 30     | 9      |
| 2024-2025                    | Milan                        | A                            | 15         | 2          | CI              | 2               | 2               | UCL                | 0                  | 0                  | SI          | 0           | 0           | 17     | 4      |
| Totale Milan                 | Totale Milan                 | Totale Milan                 | 38         | 8          |                 | 4               | 4               |                    | 5                  | 1                  |             | 0           | 0           | 47     | 13     |
| 2025-2026                    | AEK Atene                    | SLE                          | -          | -          | CG              | -               | -               | UECL               | -                  | -                  | -           | -           | -           | -      | -      |
| Totale carriera              | Totale carriera              | Totale carriera              | 219        | 58         |                 | 22              | 7               |                    | 46                 | 17                 |             | 3           | 0           | 290    | 82     |

### Cronologia presenze e reti in nazionale
| Cronologia completa delle presenze e delle reti in nazionale ― Serbia | Cronologia completa delle presenze e delle reti in nazionale ― Serbia | Cronologia completa delle presenze e delle reti in nazionale ― Serbia | Cronologia completa delle presenze e delle reti in nazionale ― Serbia | Cronologia completa delle presenze e delle reti in nazionale ― Serbia | Cronologia completa delle presenze e delle reti in nazionale ― Serbia | Cronologia completa delle presenze e delle reti in nazionale ― Serbia | Cronologia completa delle presenze e delle reti in nazionale ― Serbia |
| Data                                                                  | Città                                                                 | In casa                                                               | Risultato                                                             | Ospiti                                                                | Competizione                                                          | Reti                                                                  | Note                                                                  |
| --------------------------------------------------------------------- | --------------------------------------------------------------------- | --------------------------------------------------------------------- | --------------------------------------------------------------------- | --------------------------------------------------------------------- | --------------------------------------------------------------------- | --------------------------------------------------------------------- | --------------------------------------------------------------------- |
| 4-6-2018                                                              | Graz                                                                  | Serbia                                                                | 0 – 1                                                                 | Cile                                                                  | Amichevole                                                            | -                                                                     | 84’                                                                   |
| 27-6-2018                                                             | Mosca                                                                 | Serbia                                                                | 0 – 2                                                                 | Brasile                                                               | Mondiali 2018 - 1º turno                                              | -                                                                     | 89’                                                                   |
| 16-11-2018                                                            | Belgrado                                                              | Serbia                                                                | 2 – 1                                                                 | Montenegro                                                            | UEFA Nations League 2018-2019 - 1º turno                              | -                                                                     | 83’                                                                   |
| 20-3-2019                                                             | Wolfsburg                                                             | Germania                                                              | 1 – 1                                                                 | Serbia                                                                | Amichevole                                                            | 1                                                                     | 71’                                                                   |
| 7-6-2019                                                              | Leopoli                                                               | Ucraina                                                               | 5 – 0                                                                 | Serbia                                                                | Qual. Euro 2020                                                       | -                                                                     | 72’                                                                   |
| 10-6-2019                                                             | Belgrado                                                              | Serbia                                                                | 4 – 1                                                                 | Lituania                                                              | Qual. Euro 2020                                                       | 1                                                                     | 88’                                                                   |
| 7-9-2019                                                              | Belgrado                                                              | Serbia                                                                | 2 – 4                                                                 | Portogallo                                                            | Qual. Euro 2020                                                       | -                                                                     | 87’                                                                   |
| 11-10-2020                                                            | Belgrado                                                              | Serbia                                                                | 0 – 1                                                                 | Ungheria                                                              | UEFA Nations League 2020-2021 - 1º turno                              | -                                                                     |                                                                       |
| 12-11-2020                                                            | Belgrado                                                              | Serbia                                                                | 1 – 1                                                                 | Scozia                                                                | Qual. Euro 2020                                                       | 1                                                                     | 70’                                                                   |
| 15-11-2020                                                            | Budapest                                                              | Ungheria                                                              | 1 – 1                                                                 | Serbia                                                                | UEFA Nations League 2020-2021 - 1º turno                              | -                                                                     |                                                                       |
| 18-11-2020                                                            | Belgrado                                                              | Serbia                                                                | 5 – 0                                                                 | Russia                                                                | UEFA Nations League 2020-2021 - 1º turno                              | 2                                                                     |                                                                       |
| 24-3-2021                                                             | Belgrado                                                              | Serbia                                                                | 3 – 2                                                                 | Irlanda                                                               | Qual. Mondiali 2022                                                   | -                                                                     | 82’                                                                   |
| 27-3-2021                                                             | Belgrado                                                              | Serbia                                                                | 2 – 2                                                                 | Portogallo                                                            | Qual. Mondiali 2022                                                   | -                                                                     | 87’                                                                   |
| 30-3-2021                                                             | Baku                                                                  | Azerbaigian                                                           | 1 – 2                                                                 | Serbia                                                                | Qual. Mondiali 2022                                                   | -                                                                     | 75’                                                                   |
| 1-9-2021                                                              | Debrecen                                                              | Qatar                                                                 | 0 – 4                                                                 | Serbia                                                                | Amichevole                                                            | 1                                                                     |                                                                       |
| 4-9-2021                                                              | Belgrado                                                              | Serbia                                                                | 4 – 1                                                                 | Lussemburgo                                                           | Qual. Mondiali 2022                                                   | -                                                                     | 83’                                                                   |
| 7-9-2021                                                              | Dublino                                                               | Irlanda                                                               | 1 – 1                                                                 | Serbia                                                                | Qual. Mondiali 2022                                                   | -                                                                     | 70’                                                                   |
| 12-10-2021                                                            | Belgrado                                                              | Serbia                                                                | 3 – 1                                                                 | Azerbaigian                                                           | Qual. Mondiali 2022                                                   | -                                                                     | 65’                                                                   |
| 11-11-2021                                                            | Belgrado                                                              | Serbia                                                                | 4 – 0                                                                 | Qatar                                                                 | Amichevole                                                            | 1                                                                     | 74’                                                                   |
| 14-11-2021                                                            | Lisbona                                                               | Portogallo                                                            | 1 – 2                                                                 | Serbia                                                                | Qual. Mondiali 2022                                                   | -                                                                     | 89’                                                                   |
| 24-3-2022                                                             | Budapest                                                              | Ungheria                                                              | 0 – 1                                                                 | Serbia                                                                | Amichevole                                                            | -                                                                     | 46’                                                                   |
| 29-3-2022                                                             | Copenaghen                                                            | Danimarca                                                             | 3 – 0                                                                 | Serbia                                                                | Amichevole                                                            | -                                                                     | 46’ 79’                                                               |
| 2-6-2022                                                              | Belgrado                                                              | Serbia                                                                | 0 – 1                                                                 | Norvegia                                                              | UEFA Nations League 2022-2023 - 1º turno                              | -                                                                     | 46’                                                                   |
| 5-6-2022                                                              | Belgrado                                                              | Serbia                                                                | 4 – 1                                                                 | Slovenia                                                              | UEFA Nations League 2022-2023 - 1º turno                              | 1                                                                     | 46’                                                                   |
| 9-6-2022                                                              | Solna                                                                 | Svezia                                                                | 0 – 1                                                                 | Serbia                                                                | UEFA Nations League 2022-2023 - 1º turno                              | 1                                                                     | 77’                                                                   |
| 12-6-2022                                                             | Lubiana                                                               | Slovenia                                                              | 2 – 2                                                                 | Serbia                                                                | UEFA Nations League 2022-2023 - 1º turno                              | -                                                                     | 56’                                                                   |
| 24-9-2022                                                             | Belgrado                                                              | Serbia                                                                | 4 – 1                                                                 | Svezia                                                                | UEFA Nations League 2022-2023 - 1º turno                              | -                                                                     | 90’                                                                   |
| 27-9-2022                                                             | Oslo                                                                  | Norvegia                                                              | 0 – 2                                                                 | Serbia                                                                | UEFA Nations League 2022-2023 - 1º turno                              | -                                                                     | 90+3’                                                                 |
| 18-11-2022                                                            | Riffa                                                                 | Bahrein                                                               | 1 – 5                                                                 | Serbia                                                                | Amichevole                                                            | 1                                                                     |                                                                       |
| 2-12-2022                                                             | Doha                                                                  | Serbia                                                                | 2 – 3                                                                 | Svizzera                                                              | Mondiali 2022 - 1º turno                                              | -                                                                     | 55’                                                                   |
| 7-9-2023                                                              | Belgrado                                                              | Serbia                                                                | 1 – 2                                                                 | Ungheria                                                              | Qual. Euro 2024                                                       | -                                                                     | 86’                                                                   |
| 21-3-2024                                                             | Mosca                                                                 | Russia                                                                | 4 – 0                                                                 | Serbia                                                                | Amichevole                                                            | -                                                                     | 73’                                                                   |
| 25-3-2024                                                             | Larnaca                                                               | Cipro                                                                 | 0 – 1                                                                 | Serbia                                                                | Amichevole                                                            | -                                                                     | 46’                                                                   |
| 4-6-2024                                                              | Vienna                                                                | Austria                                                               | 2 – 1                                                                 | Serbia                                                                | Amichevole                                                            | -                                                                     | 75’                                                                   |
| 8-6-2024                                                              | Solna                                                                 | Svezia                                                                | 0 – 3                                                                 | Serbia                                                                | Amichevole                                                            | -                                                                     | 71’                                                                   |
| 16-6-2024                                                             | Gelsenkirchen                                                         | Serbia                                                                | 0 – 1                                                                 | Inghilterra                                                           | Euro 2024 - 1º turno                                                  | -                                                                     | 61’                                                                   |
| 20-6-2024                                                             | Monaco di Baviera                                                     | Slovenia                                                              | 1 – 1                                                                 | Serbia                                                                | Euro 2024 - 1º turno                                                  | 1                                                                     | 64’ 90+2’                                                             |
| 25-6-2024                                                             | Monaco di Baviera                                                     | Danimarca                                                             | 0 – 0                                                                 | Serbia                                                                | Euro 2024 - 1º turno                                                  | -                                                                     | 46’                                                                   |
| 5-9-2024                                                              | Belgrado                                                              | Serbia                                                                | 0 – 0                                                                 | Spagna                                                                | UEFA Nations League 2024-2025 - 1º turno                              | -                                                                     | 74’                                                                   |
| 8-9-2024                                                              | Copenaghen                                                            | Danimarca                                                             | 2 – 0                                                                 | Serbia                                                                | UEFA Nations League 2024-2025 - 1º turno                              | -                                                                     |                                                                       |
| 12-10-2024                                                            | Leskovac                                                              | Serbia                                                                | 2 – 0                                                                 | Svizzera                                                              | UEFA Nations League 2024-2025 - 1º turno                              | -                                                                     | 46’                                                                   |
| 15-10-2024                                                            | Cordova                                                               | Spagna                                                                | 3 – 0                                                                 | Serbia                                                                | UEFA Nations League 2024-2025 - 1º turno                              | -                                                                     | 46’ 90+1’                                                             |
| 20-3-2025                                                             | Vienna                                                                | Austria                                                               | 1 – 1                                                                 | Serbia                                                                | UEFA Nations League 2024-2025 - Play-off                              | -                                                                     | 68’                                                                   |
| 23-3-2025                                                             | Belgrado                                                              | Serbia                                                                | 2 – 0                                                                 | Austria                                                               | UEFA Nations League 2024-2025 - Play-off                              | -                                                                     | 46’                                                                   |
| 7-6-2025                                                              | Tirana                                                                | Albania                                                               | 0 – 0                                                                 | Serbia                                                                | Qual. Mondiali 2026                                                   | -                                                                     | 75’                                                                   |
| Totale                                                                |                                                                       | Presenze                                                              | 45                                                                    |                                                                       | Reti                                                                  | 11                                                                    |                                                                       |

| Cronologia completa delle presenze e delle reti in nazionale ― Serbia under 21 | Cronologia completa delle presenze e delle reti in nazionale ― Serbia under 21 | Cronologia completa delle presenze e delle reti in nazionale ― Serbia under 21 | Cronologia completa delle presenze e delle reti in nazionale ― Serbia under 21 | Cronologia completa delle presenze e delle reti in nazionale ― Serbia under 21 | Cronologia completa delle presenze e delle reti in nazionale ― Serbia under 21 | Cronologia completa delle presenze e delle reti in nazionale ― Serbia under 21 | Cronologia completa delle presenze e delle reti in nazionale ― Serbia under 21 |
| Data                                                                           | Città                                                                          | In casa                                                                        | Risultato                                                                      | Ospiti                                                                         | Competizione                                                                   | Reti                                                                           | Note                                                                           |
| ------------------------------------------------------------------------------ | ------------------------------------------------------------------------------ | ------------------------------------------------------------------------------ | ------------------------------------------------------------------------------ | ------------------------------------------------------------------------------ | ------------------------------------------------------------------------------ | ------------------------------------------------------------------------------ | ------------------------------------------------------------------------------ |
| 13-11-2015                                                                     | Novi Sad                                                                       | Serbia under 21                                                                | 1 – 1                                                                          | Italia under 21                                                                | Qual. Europeo Under-21 2017                                                    | -                                                                              | 75’                                                                            |
| 17-11-2015                                                                     | Ancarano                                                                       | Slovenia under 21                                                              | 2 – 0                                                                          | Serbia under 21                                                                | Qual. Europeo Under-21 2017                                                    | -                                                                              | 62’                                                                            |
| 31-5-2016                                                                      | Kiev                                                                           | Serbia under 21                                                                | 3 – 1                                                                          | Austria under 21                                                               | Amichevole                                                                     | -                                                                              | 83’                                                                            |
| 5-6-2017                                                                       | Tel Aviv                                                                       | Israele under 21                                                               | 0 – 0                                                                          | Serbia under 21                                                                | Amichevole                                                                     | -                                                                              | 60’                                                                            |
| 9-6-2017                                                                       | Novi Sad                                                                       | Serbia under 21                                                                | 3 – 1                                                                          | Grecia under 21                                                                | Amichevole                                                                     | -                                                                              | 77’                                                                            |
| 1-9-2017                                                                       | Jagodina                                                                       | Serbia under 21                                                                | 4 – 0                                                                          | Gibilterra under 21                                                            | Qual. Europeo Under-21 2019                                                    | 1                                                                              |                                                                                |
| 6-10-2017                                                                      | Skopje                                                                         | Macedonia under 21                                                             | 0 – 2                                                                          | Serbia under 21                                                                | Qual. Europeo Under-21 2019                                                    | -                                                                              | 85’                                                                            |
| 10-10-2017                                                                     | Novi Sad                                                                       | Serbia under 21                                                                | 3 – 2                                                                          | Russia under 21                                                                | Qual. Europeo Under-21 2019                                                    | 2                                                                              |                                                                                |
| 10-11-2017                                                                     | Mödling                                                                        | Austria under 21                                                               | 1 – 3                                                                          | Serbia under 21                                                                | Qual. Europeo Under-21 2019                                                    | 1                                                                              | 41’                                                                            |
| 14-11-2017                                                                     | Erevan                                                                         | Armenia under 21                                                               | 0 – 1                                                                          | Serbia under 21                                                                | Qual. Europeo Under-21 2019                                                    | -                                                                              |                                                                                |
| 23-3-2018                                                                      | Gibilterra                                                                     | Gibilterra under 21                                                            | 0 – 6                                                                          | Serbia under 21                                                                | Qual. Europeo Under-21 2019                                                    | 2                                                                              | 63’                                                                            |
| 27-3-2018                                                                      | Novi Sad                                                                       | Serbia under 21                                                                | 0 – 1                                                                          | Italia under 21                                                                | Amichevole                                                                     | -                                                                              | 61’                                                                            |
| 11-9-2018                                                                      | Nižnij Novgorod                                                                | Russia under 21                                                                | 1 – 2                                                                          | Serbia under 21                                                                | Qual. Europeo Under-21 2019                                                    | 1                                                                              |                                                                                |
| 12-10-2018                                                                     | Novi Sad                                                                       | Serbia under 21                                                                | 0 – 0                                                                          | Austria under 21                                                               | Amichevole                                                                     | -                                                                              | 85’                                                                            |
| 16-10-2018                                                                     | Novi Sad                                                                       | Serbia under 21                                                                | 0 – 0                                                                          | Armenia under 21                                                               | Amichevole                                                                     | -                                                                              | 67’                                                                            |
| 17-6-2019                                                                      | Trieste                                                                        | Serbia under 21                                                                | 0 – 2                                                                          | Austria under 21                                                               | Europeo Under-21 2019 - 1º turno                                               | -                                                                              | 90+4’                                                                          |
| 20-6-2019                                                                      | Trieste                                                                        | Germania under 21                                                              | 6 – 1                                                                          | Serbia under 21                                                                | Europeo Under-21 2019 - 1º turno                                               | -                                                                              | 69’                                                                            |
| Totale                                                                         |                                                                                | Presenze                                                                       | 17                                                                             |                                                                                | Reti                                                                           | 7                                                                              |                                                                                |

## Palmarès

### Club

#### Competizioni nazionali
- Campionato serbo: 1

Stella Rossa: 2013-2014
- Coppa di Lega portoghese: 1

Benfica: 2015-2016
- Campionato portoghese: 2

Benfica: 2015-2016, 2016-2017
- Supercoppa di Portogallo: 1

Benfica: 2016
- Coppa del Portogallo: 1

Benfica: 2016-2017
- Coppa di Germania: 1

Eintracht Francoforte: 2017-2018
- Supercoppa di Spagna: 2

Real Madrid: 2019, 2022
- Campionato spagnolo: 2

Real Madrid: 2019-2020, 2021-2022
- Supercoppa italiana: 1

Milan: 2024

#### Competizioni internazionali
- UEFA Champions League: 1

Real Madrid: 2021-2022

### Individuale
- Squadra della stagione della UEFA Europa League: 1

2018-2019